# Belmont-d'Azergues
Belmont-d'Azergues is een gemeente in het Franse departement Rhône (regio Auvergne-Rhône-Alpes) en telt 613 inwoners (1999). De plaats maakt deel uit van het arrondissement Villefranche-sur-Saône.

## Geografie
De oppervlakte van Belmont-d'Azergues bedraagt 1,5 km², de bevolkingsdichtheid is 408,7 inwoners per km².
De onderstaande kaart toont de ligging van Belmont-d'Azergues met de belangrijkste infrastructuur en aangrenzende gemeenten.

## Demografie
Onderstaande figuur toont het verloop van het inwonertal (bron: INSEE-tellingen).
1. ↑  Populations de référence 2022.